# Flavius Noricus
Flavius Noricus (sein Praenomen ist nicht bekannt) war ein im 2. Jahrhundert n. Chr. lebender Angehöriger der römischen Armee.
Durch drei Bauinschriften, die an verschiedenen Stellen beim Hadrianswall gefunden wurden, ist belegt, dass Noricus Centurio in der Legio XX Valeria Victrix war. In zwei der Inschriften (RIB 1812 und 3378) wird seine Centuria als Teil der 10. Kohorte aufgeführt, in der dritten als Teil der 9. Kohorte. Es ist umstritten, ob der Wechsel der Kohorte eine Beförderung darstellt.
Die drei Bauinschriften werden bei der Epigraphik-Datenbank Clauss-Slaby auf 125/128 datiert.